# Carl Björkman (skytt)
Carl August Björkman, född 31 december 1869 i Tådene socken, Skaraborgs län, död 4 februari 1960 i Gustav Vasa församling, Stockholm, var en svensk sportskytt som deltog i olympiska sommarspelen 1912 i Stockholm. Där ingick han i de svenska lag som vann guld i frigevär helmatch och brons i armégevär.
Björkman är begravd på Norra begravningsplatsen utanför Stockholm.